# Dean Young

a Compétitions nationales et continentales officielles uniquement.

b Matchs officiels uniquement.
Dean Young, né le 28 octobre 1983 à Sydney, est un joueur de rugby à XIII australien évoluant au poste de troisième, talonneur ou demi d'ouverture dans les années 2000 et 2010.
Fils de l'ancien capitaine et entraîneur des St. George Dragons Craig Young, Dean dispute son premier match professionnel sous les couleurs des Dragons en 2003. Il s'agit du seul club qu'il ait connu. Sélectionné en 2006 pour disputer le State of Origin, il ne participe toutefois pas au match. En 2010, il dispute son premier City vs Country Origin, remporte pour la première fois la National Rugby League et participe au tournoi des Quatre Nations 2010 avec l'équipe d'Australie.

## Palmarès
- Collectif :
  - Vainqueur du City vs Country Origin : 2010 (Country).
  - Vainqueur de la National Rugby League : 2010 (St. George Illawarra Dragons).
  - Vainqueur de la saison régulière de la National Rugby League : 2009 et 2010 (St. George Illawarra Dragons).
  - Finaliste du tournoi des Quatre Nations : 2010 (Australie).